# Dolfin

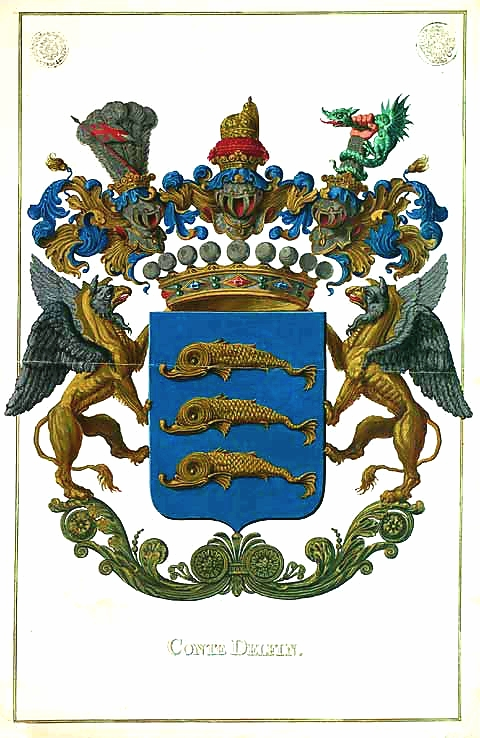
Wappen derer Grafen Dolfin („Conte Delfin“), drei goldene Delfine im blauen Wappenschild, gehalten von zwei Greifen

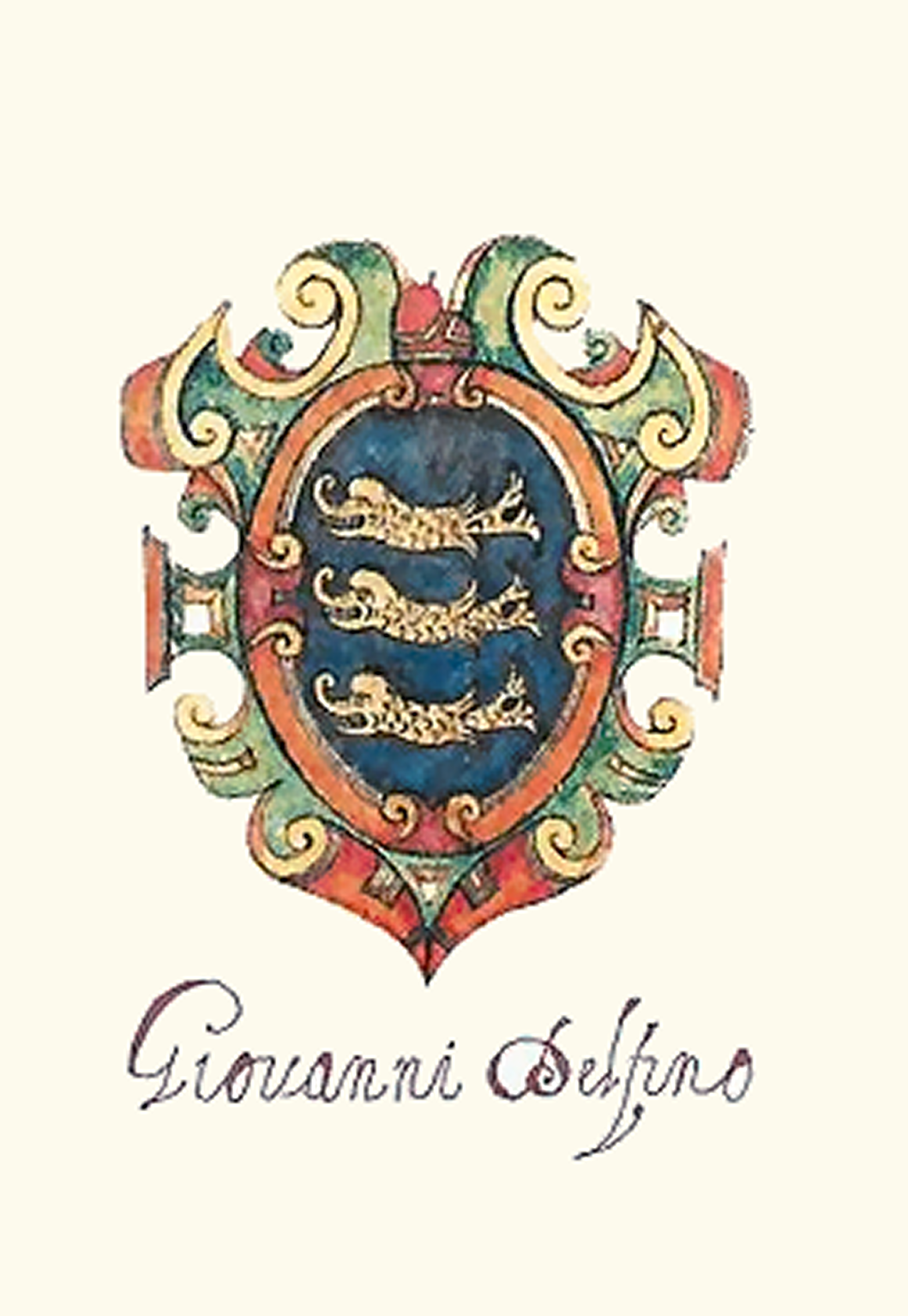
Wappen derer Dolfin

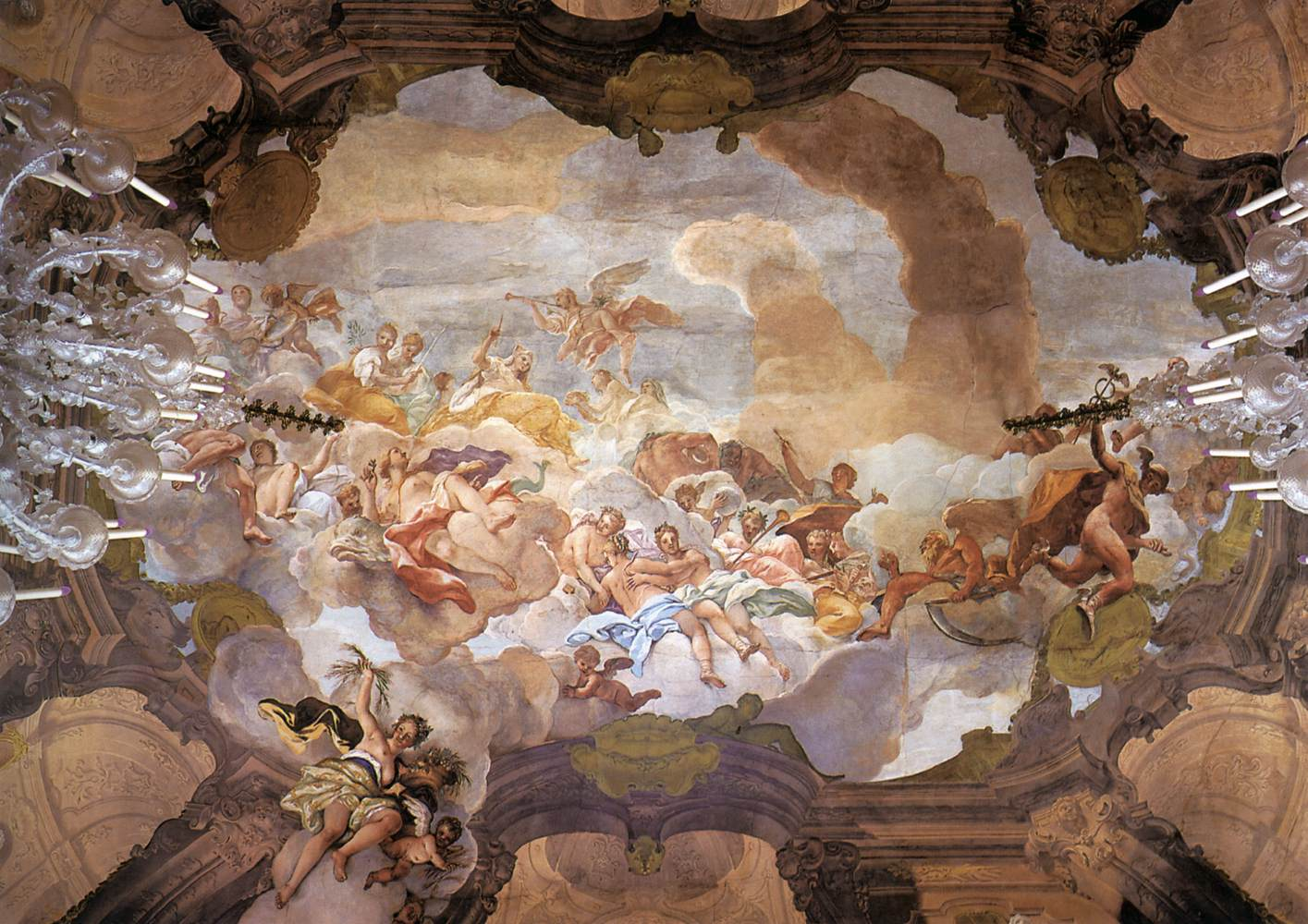
Glorifizierung Venedigs und der Familie Dolfin, Deckenfresko von Niccolò Bambini im Palazzo Dolfin in Dorsoduro, der 1621 von einem Zweig der Dolfin erworben wurde, 1708, möglicherweise auch zwischen 1710 und 1715

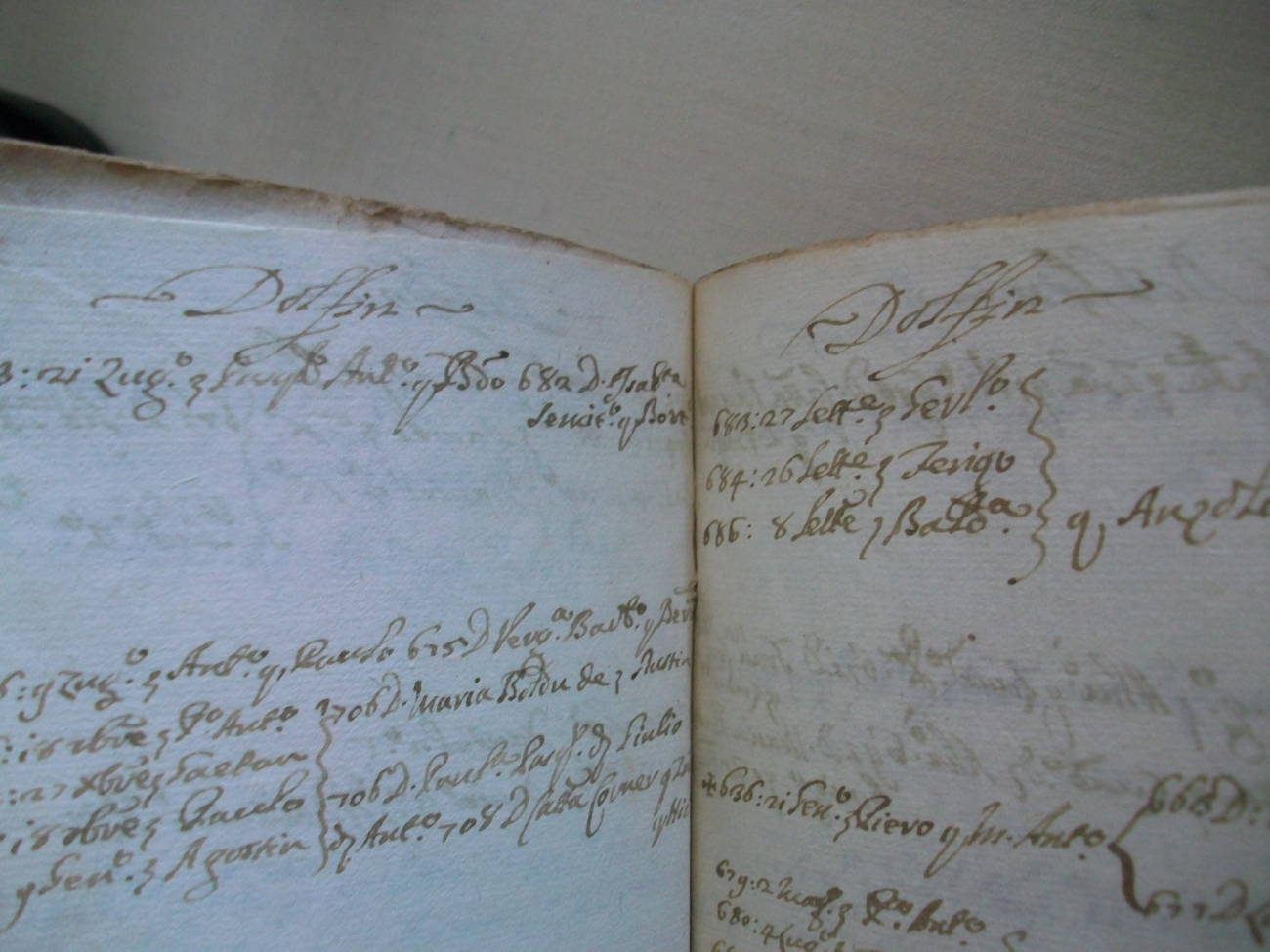
Eintrag der Dolfin im Goldenen Buch (libro d'oro) des venezianischen Adels, um 1700

Dolfin (auch Dolfino, Delfino oder Delfin) ist der Name einer venezianischen Patrizierfamilie, die zu den zwölf sogenannten „apostolischen“ Familien zählte, da sie einen Abzweig der Familie Gradenigo darstellt. Damit gehörte sie zu den angesehensten Familien der Republik Venedig (siehe: Patriziat von Venedig). Im 19. Jahrhundert war das Geschlecht höherer Adel des zur Habsburgermonarchie gehörenden Königreichs Lombardo-Venetien, 1817 hatte es die österreich-italienische Adelsbestätigung und 1819 bzw. 1820 den österreichischen Grafenstand erhalten, und diente dem Kaiser von Österreich u. a. in hohen Hofchargen, z. B. Leonhard und Johann Baptist Grafen Dolfin seit 1838 als Kämmerer, während die Kaiserin Graf Leonhards (Leonardos) Gemahlin und seit 1825 Sternkreuzordensdame, Lucretia Dolfin, geb. Gräfin Boldù, 1839 zu ihrer Palastdame ernannte. 1841 wurde Leonardo Dolfin aus Venedig der Adelsstand des österreichischen Kaiserstaates zuerkannt.

## Geschichte
Nach Bortolo Giovanni Dolfin erschien die Familie erstmals im Jahr 703. In den Archivalien greifbar wird sie allerdings erst mit einem Giovanni Dolfin, der 991 als Zeuge in einer Urkunde erscheint, mit der fünf Salinen an das Kloster San Michele di Brondolo verkauft wurden. Ein Giovanni Dolfin, vielleicht derselbe, erscheint in einem Urteil (bando) von 998 gegen Männer, die eine Schlägerei im Dogenpalast angezettelt hatten, und derselbe Name erscheint in einer Liste derjenigen, die den Zehnten (decima) entrichtet hatten, unter dem Dogen Pietro II. Orseolo.
Eine weitere frühe Nachricht, jedoch bereits ein Jahrhundert jünger, erscheint zu den Dolfin im Jahr 1094, als die Reliquien des hl. Markus aufgefunden wurden. Ein Domenico oder ein Zuane Dolfin soll diese in der Markusbasilika wiederentdeckt haben, wie Marin Sanudo der Jüngere überliefert, und als eine Art Finderlohn erhielten die Dolfin den Ring des Evangelisten.
Dorit Raines stellte 2006 die These auf, die Familie Dolfin habe bis 1240 mit der Familie Gradenigo einen der Großklans Venedigs gebildet, bis der überaus vermögende Fernhändler Gregorio sich als Haupt der Dolfin von den Gradenigo unabhängig gemacht habe. In der Cronicha dela nobil cità de Venetia e dela sua provintia et destretto von Giovanni Dolfin wird erläutert, dass die aus Mazzorbo stammende Familie sich nach einem Palast benannte (‚cha‘ genannt), also „de cha Dolfin“. Diese Bezeichnung habe sich verselbstständigt und unter „Griguol Dolfin da San Chanzian“ (gemeint ist San Canciano) haben sich die Dolfin von der gemeinsamen Familientradition getrennt. Letztere Version bestätigt Giovanni Sanudo: „Dolfim; sono do casade; una portano uno dolfin e l‟altra tre dolfini; da Torzello; uno sier Greguòl levò il dolfim solo“ (Dolfino, sind zwei Häuser; von dem einen tragen die Angehörigen einen Delphin, die des anderen drei, aus Torcello). Ab 1240 haben die Dolfin auf Initiative eines Gregorio ihr Wappen geändert, ihr stemma, das ursprünglich nur einen Delphin auf blauem und silbernem Grund trug, nunmehr jedoch drei Delphine.
Als Podestà von Treviso ließ ein Jacopo Dolfin 1268 einen Palast in der Stadt errichten. Ein Gregorio Dolfin, Baiulus in Armenien, war Adressat des Briefes des Dogen Pietro Gradenigo, der ihn darüber informierte, dass es zur Verschwörung des Baiamonte Tiepolo gekommen war (1310). Bei der Unterdrückung der Rebellion spielten die Dolfin eine wesentliche Rolle. Mit Giovanni Dolfin (1356–1361) stellte die Familie einen der Dogen, doch verlor Venedig Dalmatien während seiner Regentschaft an Ungarn und geriet zudem in eine Finanzkrise. Andere Familienmitglieder stiegen jedoch dessen ungeachtet in zahlreiche der wesentlichen Machtpositionen auf. So wurde ein Benedetto Dolfin 1363 Podestà auf Murano, eine Position, die 1398 ein Jacopo Dolfin ausfüllte. Dort besaß die Familie auch einen ihrer zahlreichen Paläste, und einer von ihnen, Bianco Dolfin, besaß dort ein Haus.

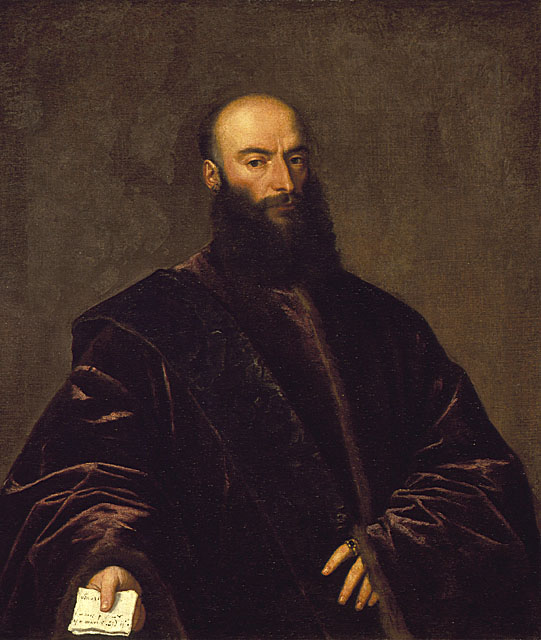
Porträt des Jacopo Dolfin, Öl auf Leinwand, 105 × 91 cm, Tizian, etwa 1532, heute im Los Angeles County Museum of Art

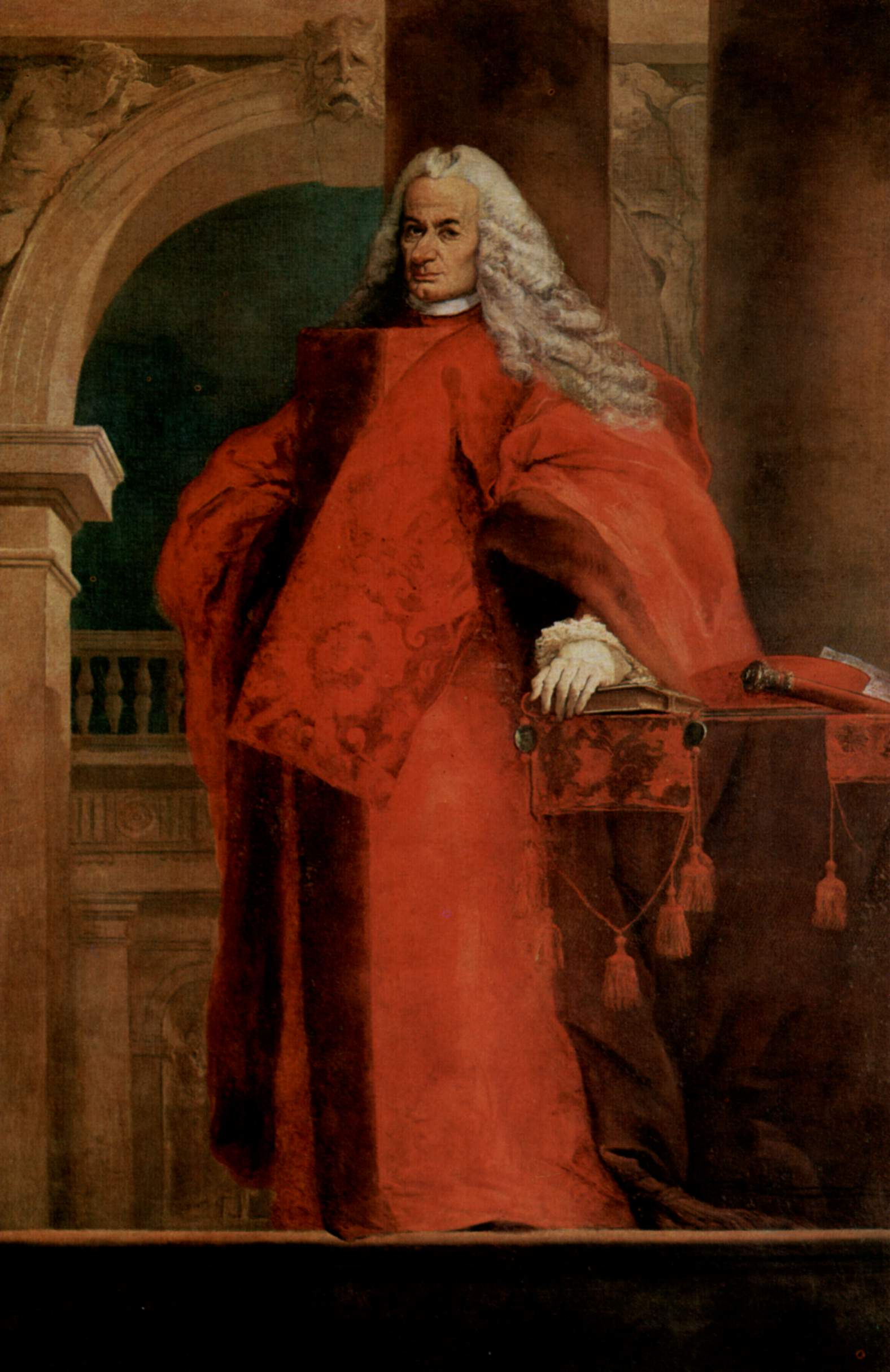
Porträt des Prokurators Daniele IV. Dolfin, Öl auf Leinwand, 235 × 158 cm, Giambattista Tiepolo, um 1750, Galleria Querini Stampalia, Venedig

Den Dolfin gelang es, eine beträchtliche Bibliothek aufzubauen, und Giorgio (Zorzi) Dolfin (1396–1458), der einige Jahre als Oberaufseher (Proveditore) über das Finanzgebaren der Behörden arbeitete, verfasste eine Chronik der Stadt. Diese ist als Abschrift in der Biblioteca Nazionale Marciana erhalten. Die im 15. Jahrhundert auch als Mäzen auftretende Familie Dolfin pflegte Kontakte zu bedeutenden Künstlern ihrer Zeit, wie etwa Jacopo Bellini, der in der Kapelle des Lorenzo Dolfin zwischen 1460 und 1464 ein Triptychon des Namensheiligen in der Kirche Santa Maria della Carità schuf (heutige Gallerie dell’Accademia).
Jacopo Dolfin fungierte als Gesandter der Republik, wurde aber eher durch das berühmte Gemälde Tizians bekannt. Der gleichnamige Admiral, der als Gesandter den Vertrag von 1265 mit den Byzantinern aushandelte, denen vier Jahre zuvor die Rückgewinnung Konstantinopels gelungen war, dürfte zum Aufstieg der Familie mehr beigetragen haben.
Doch nicht nur im weltlichen, sondern auch im geistlichen Bereich gelang einer Reihe von Angehörigen der Familie der Aufstieg, etwa zum Bischof oder Patriarchen, zum Nuntius oder Kardinal. Unter diesen waren Zaccaria Dolfin (1527–1583), Kardinal und 1554 bis 1556 apostolischer Nuntius am Kaiserhof in Wien, dann verschiedene Angehörige der Dolfin mit dem Vornamen Giovanni, wie Giovanni Dolfin (1529–1584), der zudem Bischof von Torcello und päpstlicher Nuntius war, dann die Kardinäle Giovanni Dolfin (Bischof, 1545) (1545–1622) und Giovanni Dolfin (1617–1699), schließlich Daniele Dolfin (Kardinal, 1653) (1653–1704), der zugleich Erzbischof von Brescia war. Darüber hinaus besetzten die Dolfin mehrfach den Patriarchenstuhl von Aquileia, wie mit Dionisio (1663–1734) oder Daniele (1684–1762) sowie dessen Namensvetter Daniele Dolfin (1688–1762), der nicht nur Patriarch, sondern auch noch Erzbischof von Udine und Kardinal war.

## Stadtpaläste
- Palazzo Dolfin am Canal Grande, Cannaregio
- Palazzetto Dolfin am Canal Grande, Cannaregio
- Palazzo Dolfin am Canal Grande, San Polo
- Palazzo Dolfin Manin am Canal Grande, San Marco
- Palazzo Bollani Dolfin in Castello
- Palazzo Secco Dolfin Dorsoduro

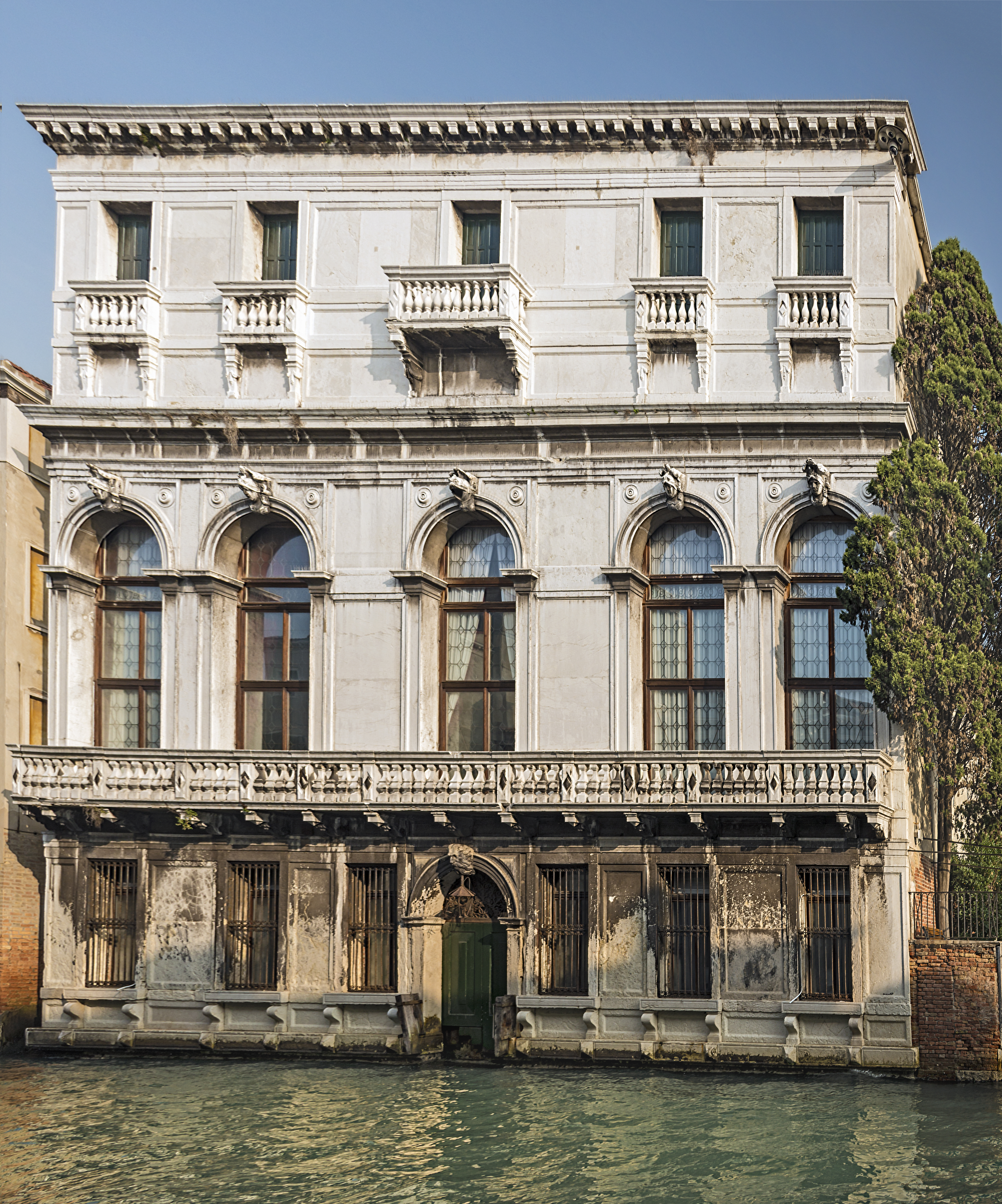
Secco Dolfin, Dorsoduro
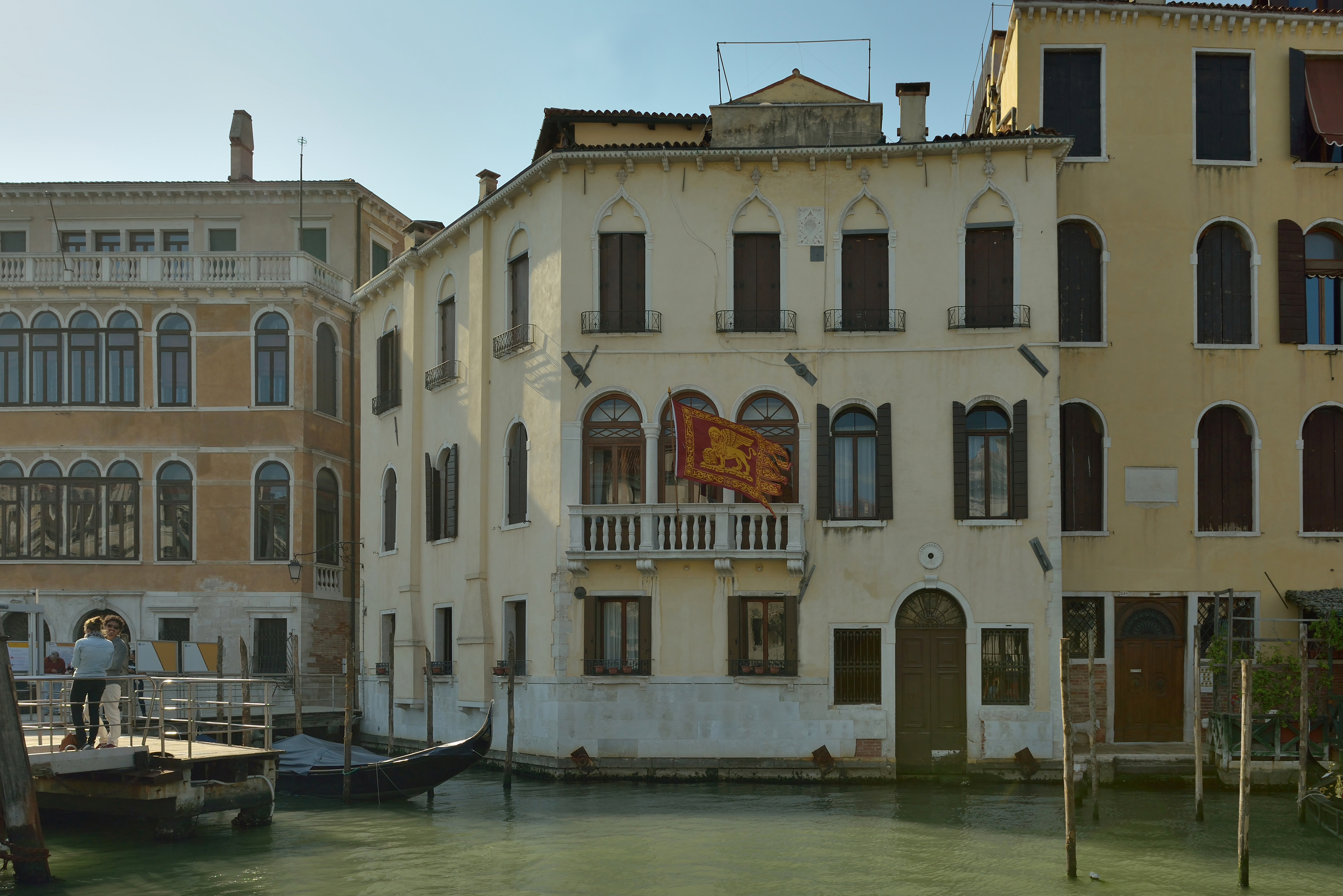
Palazzo Dolfin, San Polo
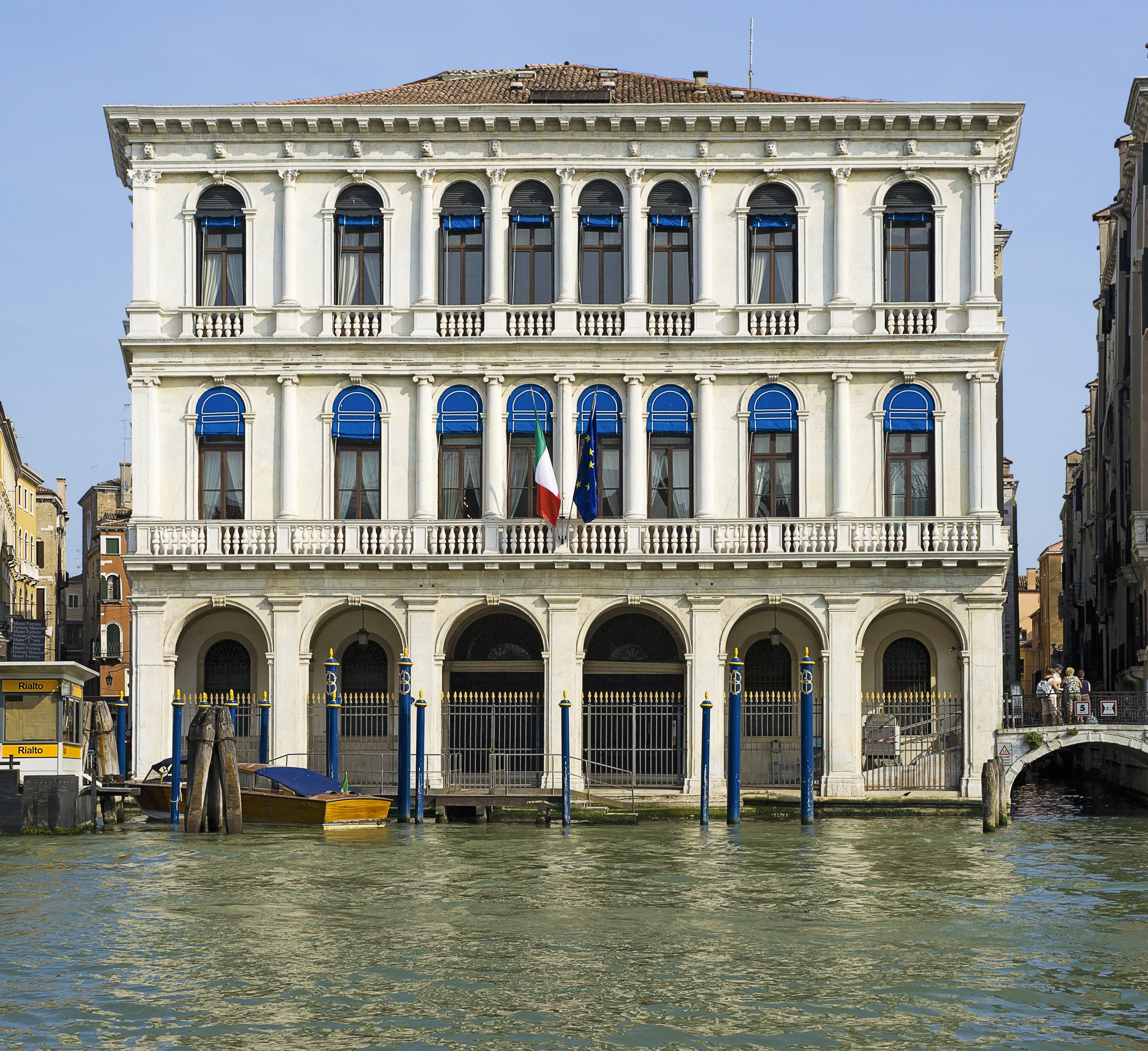
Dolfin Manin, San Marco
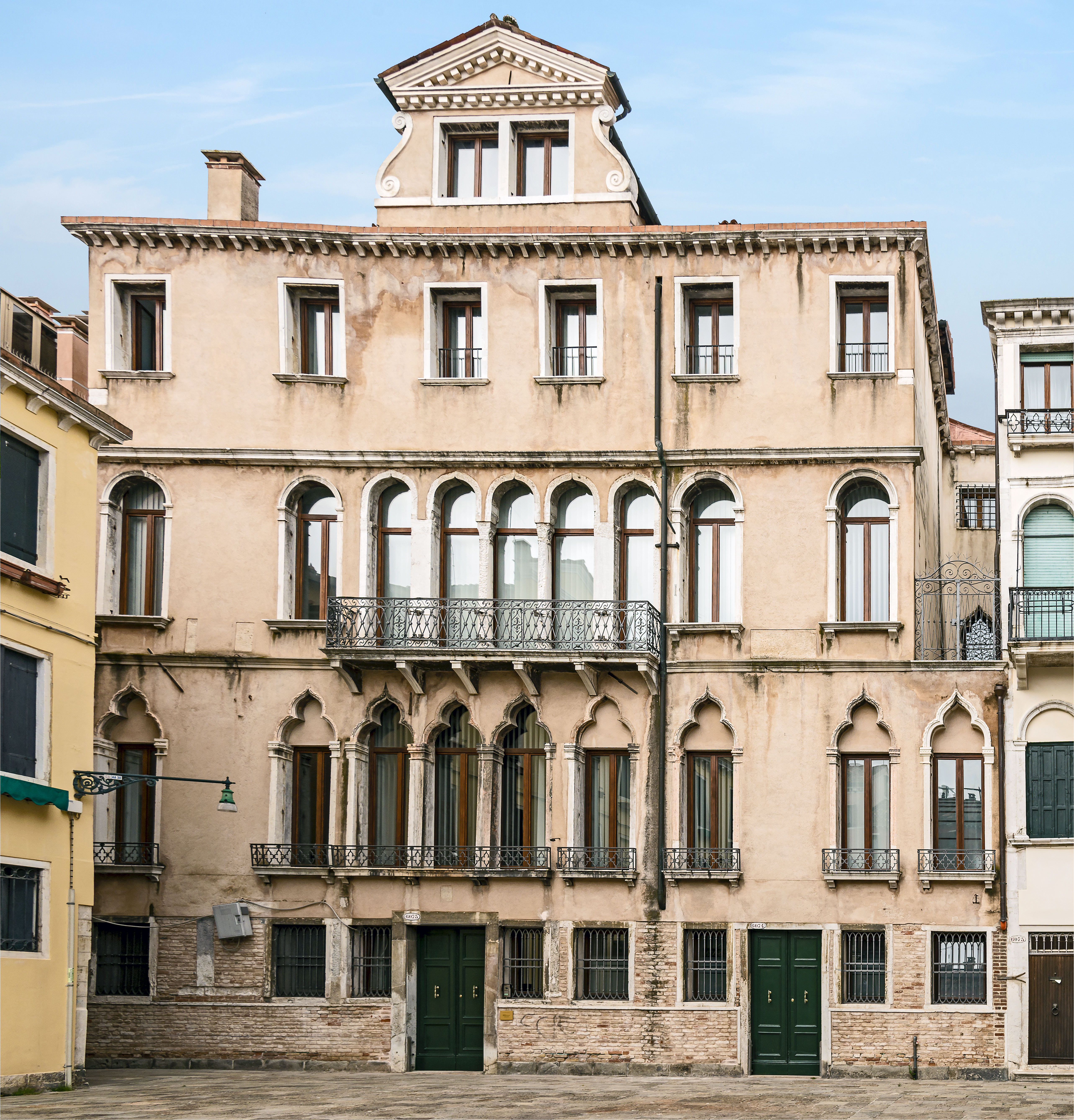
Bollani Dolfin, Castello